# 王引
王引（1911年6月25日—1988年4月13日），原名王春元，生於上海。為中國電影演員。

## 生平
1929年，王引進入上海暨南影片公司，演出第一部影片《火燒青龍寺》。王引執導第一部影片《荒山奇僧》，王引主演《海上奪寶》、《風塵劍俠》。1930年，王引主演《白鵝英雄》。1932年～1939年，王引擔任藝華、新華影業公司演員。
1947年，王引移居香港，創辦「良友影片公司」，執導了《蒙難夫人》、《條條大路》。
1951年之後，在香港邵氏、電懋等電影公司擔任導演、演員。
1959年，主演了《玉女私情》。同年，王引創辦天南影片公司，執導影片《紅玫瑰》、《水火鴛鴦》、《金瓶梅》、《煙雨濛濛》。1962年，王引因主演《手槍》，獲得第1屆金馬獎『最佳男主角獎』。1964年，王引演出《京華春夢》，獲得第11屆亞太影展『最佳男配角獎』。1971年，王引主演《緹縈》獲得第9屆金馬獎『最佳男主角獎』。他主演《吾土吾民》、《後門》，獲得第9屆、第12屆亞太影展最佳影片獎。
1977年客串演出影片《手足情深》後退出影壇。1981年，王引獲得金馬獎特別成就獎。1987年，王引定居上海。1988年4月13日，王引因病逝世。

## 獲獎
- 2度榮獲金馬獎最佳男主角獎。
- 榮獲亞太影展最佳男配角獎。
- 金馬獎「終身成就獎」得主

## 外部連結
- 王引在互联网电影资料库（IMDb）上的資料（英文）（英文）
- 王引在香港影庫上的簡介
- 王引在豆瓣上的资料（简体中文）
- 王引在时光网上的簡介（简体中文）